# 查尔斯·拉塞尔·巴丁
查尔斯·拉塞尔·巴丁（英語：Charles Russell Bardeen，1871年2月8日—1935年6月12日）是美国生理学家和解剖學家，威斯康星大學麥迪遜分校教授和第1任醫學院院長。

## 早年
查尔斯·拉塞尔·巴丁1871年出生在密歇根州卡拉马祖，在纽约州锡拉丘兹长大，父亲是查尔斯·威廉·巴丁（Charles William Bardeen）美国教育家和出版家。